# Mont-Dore

Mont-Dore este o comună în departamentul Puy-de-Dôme, Franța. În 1 ianuarie 2022 avea o populație de 1.200 de locuitori.